# Leszek Opalski
Leszek Jan Opalski (ur. 1953 w Sosnowcu) – polski elektronik, doktor habilitowany nauk technicznych, specjalizujący się w modelowaniu, symulacji i optymalizacji układów elektronicznych, obliczeniach równoległych oraz fuzji danych. Profesor nadzwyczajny Wydziału Elektroniki i Technik Informacyjnych Politechniki Warszawskiej.

## Życiorys
Absolwent elektroniki na Wydziale Elektroniki Politechniki Warszawskiej w 1978. W następnym roku zatrudnił się w Zespole Układów Analogowych w Instytucie Podstaw Elektroniki (obecnie Instytut Systemów Elektronicznych PW). Doktoryzował się w 1988, natomiast habilitację z elektroniki uzyskał w 2003 na podstawie dotychczasowego dorobku naukowego i pracy pt. Metody i algorytmy optymalizacji jakości układów elektronicznych.
Na Wydziale Elektroniki i Technik Informacyjnych pracuje od 1979, w tym od 2006 jako profesor nadzwyczajny. Ponadto czterokrotnie pracował na wydziale elektrotechniki Texas A&M University w latach 1983–1985, 1989–1991, 1995 oraz 1997. Od 2003 piastuje stanowisko kierownika Zakładu Układów i Systemów Elektronicznych PW. Został członkiem Instytutu Inżynierów Elektryków i Elektroników oraz Sekcji Sygnałów, Układów i Systemów Elektronicznych Komitetu Elektroniki i Telekomunikacji PAN.

## Działalność naukowa
Przez pierwsze lata aktywności współpracował z profesorem Maciejem Styblińskim. Na początku zajmował się metodami optymalnego projektowania układów elektronicznych. Po powrocie z pierwszego stażu na Texas A&M University, skupił się także na statystycznych metodach projektowania układów, kontynuując współpracę z Maciejem Styblińskim. Zagadnieniami tymi zajmował się również podczas kolejnych staży na TAMU. W późniejszych latach prowadził badania związane z niepewnością projektową i jakością układów, co było m.in. tematem jego pracy habilitacyjnej w 2003. Podjął też współpracę z profesorem Tadeuszem Kwaśniewskim na Uniwersytecie Carleton w dziedzinie symulacji niestałości oraz szumów w układach. Od 1998 realizował kilka projektów, w ramach których opracowywał systemy pomiarowe na rzecz ochrony środowiska.
Leszek Opalski realizuje także działalność dydaktyczną. Od 1992 do 2005 prowadził analizę metod i programów nauczania elektroniki na kilku uczelniach w Europie. Wykładał też szereg przedmiotów przede wszystkim na Wydziale Elektroniki i Technik Informacyjnych PW, a także na innych wydziałach i uczelniach.
Opalski współtworzył kilka wydań podręczników akademickich na temat metod numerycznych m.in. Wstęp do metod numerycznych dla studentów elektroniki i technik informacyjnych. Publikował prace w czasopismach, takich jak „IEEE transactions on computer-aided design of integrated circuits and systems", „Talanta” czy „IEEE Transactions on Circuits and Systems”.

## Nagrody i odznaczenia
- 2007 – Srebrny Krzyż Zasługi
- 2012 – Medal Komisji Edukacji Narodowej

Ponadto szereg wyróżnień od rektora Politechniki Warszawskiej i nagroda Ministra Edukacji Narodowej.